# Посёлок при 3 шлюзе ББК
Посёлок при 3 шлю́зе ББК — посёлок Медвежьегорского района Республики Карелия Российской Федерации. Входит в состав Повенецкого городского поселения.

## География
Посёлок расположен на побережье Повенецкого залива Онежского озера, при 3-м шлюзе Беломорско-Балтийского канала, в черте посёлка городского типа Повенец, административного центра поселения.

## Население
Население учитывается в составе пос. Повенец.

## Инфраструктура
Основа экономики —Беломорско-Балтийский канал. Третий пункт «Повенецкой лестницы» из семи шлюзов.

## Транспорт
Водный и автомобильный транспорт. С Повенцом посёлок связан автомобильной дорогой «Повенец — шлюзы N 7, 8, 9» (идентификационный номер 86 ОП РЗ 86К-149).